# Pomoc postpenitencjarna
Pomoc postpenitencjarna – jedna z form polityki społecznej państwa, nastawiona na niesienie wsparcia osobom opuszczającym zakłady karne i poprawcze w ich readaptacji do życia na wolności, w społeczeństwie. Także forma pracy socjalnej, której celem jest zaspokojenie podstawowych potrzeb życiowych osób zwalnianych z ośrodków odosobnienia po odbyciu kary pozbawienia wolności.
Działania wspierające rozpoczyna się już na początku pobytu osadzonego w izolacji penitencjarnej (diagnoza potrzeb i deficytów więźnia będąca wstępem do opracowania indywidualnego programu zaradczego). Pomoc może obejmować tylko osobę zwalnianą z zakładu karnego lub, w niektórych przypadkach, również rodzinę byłego osadzonego. Celem działań pomocowych jest uzyskanie przez osobę zwolnioną samodzielności życiowej poprzez aktywizację i uruchomienie jej własnych zasobów oraz możliwości, wzmocnienie jej reintegracji społecznej i zapobieżenie powrotowi na drogę przestępstwa. Rodzaj, formę i rozmiar pomocy postpenitencjarnej dostosowuje się do okoliczności uzasadniających jej udzielenie i opiera się ją na materialnym oraz psychicznym wspieraniu byłych więźniów. Najskuteczniejsza jest pomoc udzielana z wielu źródeł, wzajemnie uzupełniających swoją ofertę – państwa, samorządu (ośrodki pomocy społecznej), organizacji pozarządowych, religijnych i innych (w samych zakładach karnych funkcjonują wychowawcy do spraw postpenitencjarnych). Istotnym elementem pomocy jest uświadomienie rodzinie osadzonego, że jej moralne wsparcie ma duże znaczenie w procesie reintegracji i aktywizacji danej osoby.
Główne formy pomocy postpenitencjarnej to:
- pomoc materialna,
- pomoc psychologiczna,
- pomoc medyczna,
- wsparcie w poszukiwaniu pracy i zakwaterowania,
- poradnictwo prawne[1].

W myśl polskiej ustawy o pomocy społecznej z 2004 trudności w przystosowaniu do życia po zwolnieniu z zakładu karnego są jedną z przesłanek udzielenia osobie lub rodzinie pomocy społecznej. W Polsce funkcjonuje też Fundusz Pomocy Postpenitencjarnej, służący udzielaniu pomocy osobom pozbawionym wolności, zwalnianym z zakładów karnych i ich rodzinom.
Organizacje z obszaru wsparcia postpenitencjarnego, działające na rzecz byłych osadzonych to m.in.: zajmująca się readaptacją więźniów Fundacja Pomost z Zabrza, Stowarzyszenie „Przebudzeni” w różnej formie wspierające osadzonych w zakładach karnych oraz Pomoc Postpenitencjarna Lipo - nieformalna grupa wsparcia z Wrocławia, aktywizująca byłych więźniów i działająca na rzecz osób przebywających w zakładach karnych. 